# Le Sicilien ou l'Amour peintre
Pour les articles homonymes, voir Le Sicilien.
Le Sicilien ou l'Amour peintre est une comédie de Molière en un acte, sur une musique de Jean-Baptiste Lully, avec un livret de Molière.
Cette pièce, précurseur du style nommé opéra-comique, mêle chant, danse et comédie. Jean Baptiste Lully aurait réalisé ici sa « meilleure partition musicale [... grâce à ] un heureux équilibre entre l'alternance des intermèdes musicaux, le parlé, le chanté et les ensembles vocaux ». 
La première représentation de cette œuvre a été donnée le 20 février 1667 à Saint-Germain-en-Laye.
Lors des reprises de la pièce à La Comédie Française 9 juin 1679, c'est Marc-Antoine Charpentier qui compose la musique,  le 10 mars 1780, la musique est d'Antoine Dauvergne.
Camille Saint-Saëns a composé une musique de scène pour la recréation le 30 mai 1892 au Théâtre français à Paris.
La Comédie-Française, accompagnée de l'ensemble Les Arts Florissants, l'a redonnée avec la musique composée par Jean Baptiste Lully, en 2005 et 2006
Le film Mort sur le Nil (1978) se termine par une citation de la scène VI faite par Hercule Poirot : « La grande ambition des femmes est d'inspirer l'amour ».

## Argument
Adraste, un gentilhomme Français, met en place un stratagème pour enlever Isidore, une jeune esclave Grecque, à Dom Pèdre, qui compte l'épouser après l'avoir affranchie. Il est aidé en cela par un serviteur, Hali, et une jeune femme, Climène.

## Personnages
- Adraste, gentilhomme françois, amant d'Isidore
- Dom Pèdre, Sicilien, amant d’Isidore
- Isidore, Grecque, esclave de Dom Pèdre
- Climène, sœur d'Adraste
- Hali, valet d'Adraste
- Le sénateur
- Les musiciens
- La troupe d'esclaves
- La troupe de Maures
- Deux laquais